# Euphthiracarus alazon
Euphthiracarus alazon är en kvalsterart som beskrevs av Walker 1965. Euphthiracarus alazon ingår i släktet Euphthiracarus och familjen Euphthiracaridae. Inga underarter finns listade i Catalogue of Life.